# فهرست نمایندگان مجلس سنای ایالات متحده آمریکا از آرکانزاس
فهرست نمایندگان مجلس سنای ایالات متحده از آرکانزاس

## کلاس ۲
| ردیف       | نام سناتور          | حزب        | دوره                           | ترم | توضیحات |
| ---------- | ------------------- | ---------- | ------------------------------ | --- | ------- |
| ۱          | ویلیام سوین فولتن   | دموکرات    | ۱۸ سپتامبر ۱۸۳۶ – ۱۵ اوت ۱۸۴۴  |     |         |
| بدون متصدی |                     |            |                                |     |         |
| ۲          | چستر اشلی           | دموکرات    | ۸ نوامبر ۱۸۴۴ – ۲۹ آوریل ۱۸۴۸  |     |         |
| بدون متصدی |                     |            |                                |     |         |
| ۳          | ویلیام کی. سباستین  | دموکرات    | ۱۲ مه ۱۸۴۸ – ۱۱ ژوئیه ۱۸۶۱     |     |         |
| بدون متصدی |                     |            |                                |     |         |
| ۴          | الکساندر مک‌دونالد   | جمهوری‌خواه | ۲۲ ژوئن ۱۸۶۸ – ۴ مارس ۱۸۷۱     |     |         |
| ۵          | پاول کلیتون         | جمهوری‌خواه | ۴ مارس ۱۸۷۱ – ۴ مارس ۱۸۷۷      |     |         |
| ۶          | آگوستوس اچ. گارلند  | دموکرات    | ۴ مارس ۱۸۷۷ – ۶ مارس ۱۸۸۵      |     |         |
| بدون متصدی |                     |            |                                |     |         |
| ۷          | جیمز اچ. بری        | دموکرات    | ۲۰ مارس ۱۸۸۵ – ۴ مارس ۱۹۰۷     |     |         |
| ۸          | جف دیویس            | دموکرات    | ۴ مارس ۱۹۰۷ – ۳ ژانویه ۱۹۱۳    |     |         |
| بدون متصدی |                     |            |                                |     |         |
| ۹          | جان ان. هیسکل       | دموکرات    | ۶ ژانویه ۱۹۱۳ – ۲۹ ژانویه ۱۹۱۳ |     |         |
| ۱۰         | ویلیام ام. کاوانو   | دموکرات    | ۲۹ ژانویه ۱۹۱۳ – ۴ مارس ۱۹۱۳   |     |         |
| ۱۱         | جوزف تیلور رابینسون | دموکرات    | ۴ مارس ۱۹۳۳ – ۱۴ ژوئیه ۱۹۳۷    |     |         |
| بدون متصدی |                     |            |                                |     |         |
| ۱۲         | جان ئی. میلر        | دموکرات    | ۱۵ نوامبر ۱۹۳۷ – ۳۱ مارس ۱۹۴۱  |     |         |
| بدون متصدی |                     |            |                                |     |         |
| ۱۳         | جی. لوید اسپنسر     | دموکرات    | ۱ آوریل ۱۹۴۱ – ۳ ژانویه ۱۹۴۳   |     |         |
| ۱۴         | جان ال. مک‌کلن       | دموکرات    | ۳ ژانویه ۱۹۴۳ - ۲۸ نوامبر ۱۹۷۷ |     |         |
| بدون متصدی |                     |            |                                |     |         |
| ۱۵         | کانایستر هاجز       | دموکرات    | ۱۰ دسامبر ۱۹۷۷ - ۳ ژانویه ۱۹۷۹ |     |         |
| ۱۶         | دیوید پریور         | دموکرات    | ۳ ژانویه ۱۹۷۹ - ۳ ژانویه ۱۹۹۷  |     |         |
| ۱۷         | تیم هاچینسون        | جمهوری‌خواه | ۳ ژانویه ۱۹۹۷ - ۳ ژانویه ۲۰۰۳  |     |         |
| ۱۸         | مارک پریور          | دموکرات    | ۳ ژانویه ۲۰۰۳ - تاکنون         |     |         |

## کلاس ۳
| ردیف       | نام سناتور           | حزب        | دوره                           | ترم | توضیحات |
| ---------- | -------------------- | ---------- | ------------------------------ | --- | ------- |
| ۱          | امبروز اچ. سویر      | دموکرات    | ۱۸ سپتامبر ۱۸۳۶ - ۱۵ مارس ۱۸۴۸ |     |         |
| بدون متصدی |                      |            |                                |     |         |
| ۲          | سولون بورلند         | دموکرات    | ۳۰ مارس ۱۸۴۸ – ۱۱ آوریل ۱۸۵۳   |     |         |
| بدون متصدی |                      |            |                                |     |         |
| ۳          | رابرت وارد جانسون    | دموکرات    | ۶ ژوئیه ۱۸۵۳ – ۳ مارس ۱۸۶۱     |     |         |
| ۴          | چارلز بی. میچل       | دموکرات    | ۴ مارس ۱۸۶۱ - ۱۱ ژوئیه ۱۸۶۱    |     |         |
| بدون متصدی |                      |            |                                |     |         |
| ۵          | بنجامین اف. رایس     | جمهوری‌خواه | ۲۳ ژوئن ۱۸۶۸ - ۳ مارس ۱۸۷۳     |     |         |
| ۶          | استفن دبلیو. دورسی   | جمهوری‌خواه | ۴ مارس ۱۸۷۳ - ۴ مارس ۱۸۷۹      |     |         |
| ۷          | جیمز دی. واکر        | دموکرات    | ۴ مارس ۱۸۷۹ - ۴ مارس ۱۸۸۵      |     |         |
| ۸          | جیمز کی. جونز        | دموکرات    | ۴ مارس ۱۸۸۵ - ۴ مارس ۱۹۰۳      |     |         |
| ۹          | جیمز پی. کلارک       | دموکرات    | ۴ مارس ۱۹۰۳ - ۱ اکتبر ۱۹۱۶     |     |         |
| بدون متصدی |                      |            |                                |     |         |
| ۱۰         | ویلیام اف. کیربی     | دموکرات    | ۸ نوامبر ۱۹۱۶ - ۴ مارس ۱۹۲۱    |     |         |
| ۱۱         | تادائوس اچ. کیراوی   | دموکرات    | ۴ مارس ۱۹۲۱ - ۶ نوامبر ۱۹۳۱    |     |         |
| بدون متصدی |                      |            |                                |     |         |
| ۱۲         | هتی کیراوی           | دموکرات    | ۹ دسامبر ۱۹۳۱ - ۳ ژانویه ۱۹۴۵  |     |         |
| ۱۳         | جیمز ویلیام فولبرایت | دموکرات    | ۳ ژانویه ۱۹۴۵ - ۳۱ دسامبر ۱۹۷۴ |     |         |
| بدون متصدی |                      |            |                                |     |         |
| ۱۴         | دیل بامپرز           | دموکرات    | ۱۹۷۵ - ۳ ژانویه ۱۹۹۹           |     |         |
| ۱۵         | بلانش لینکلن         | دموکرات    | ۳ ژانویه ۱۹۹۹ – ۳ ژانویه ۲۰۱۱  |     |         |
| ۱۶         | جان بوزمن            | جمهوری‌خواه | ۳ ژانویه ۲۰۱۱ - تاکنون         |     |         |